# Pijp (rookgerei)

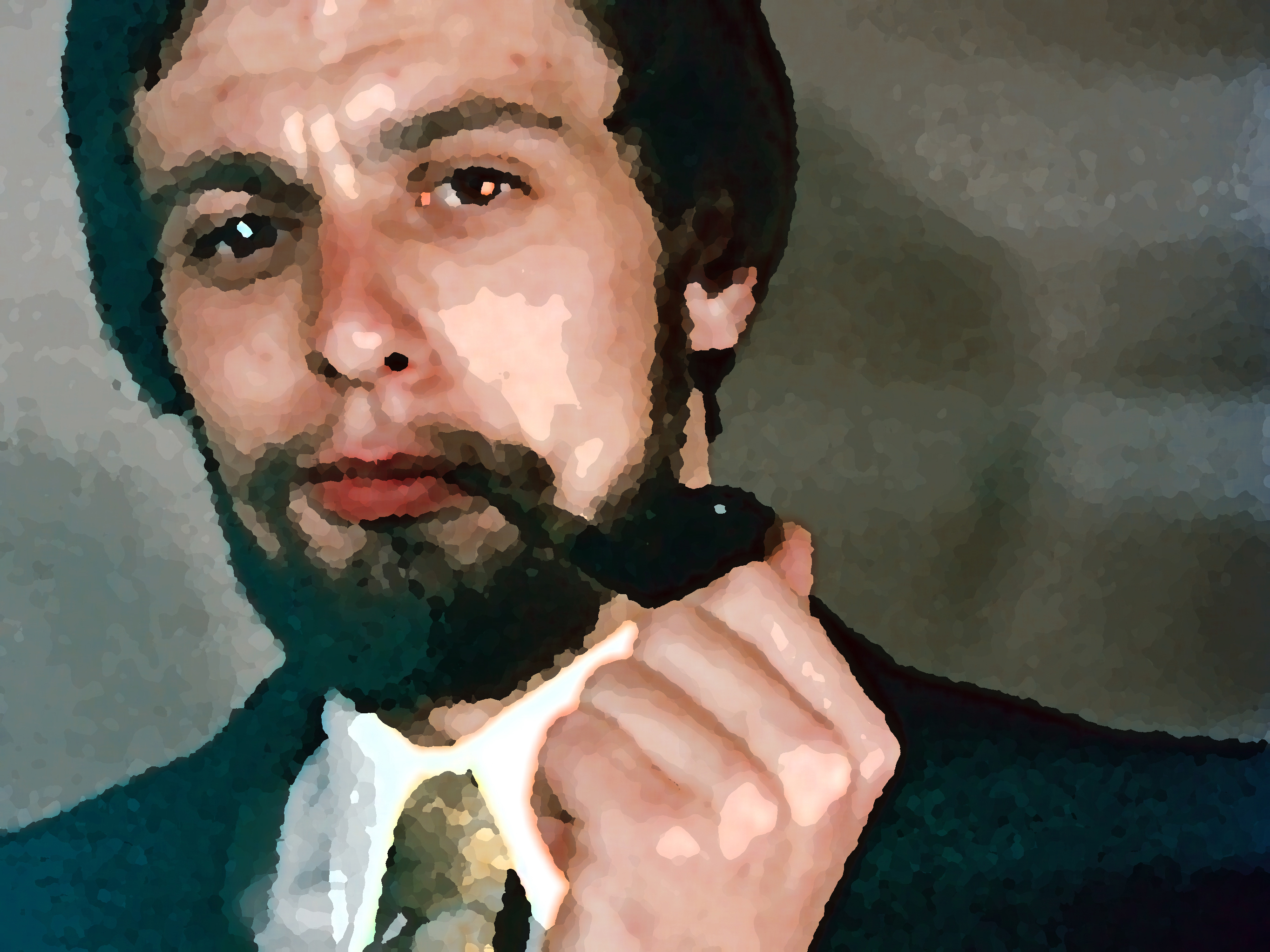
Pijprokende jongeman, kunstwerk uit 1973 van Jörg Blobelt

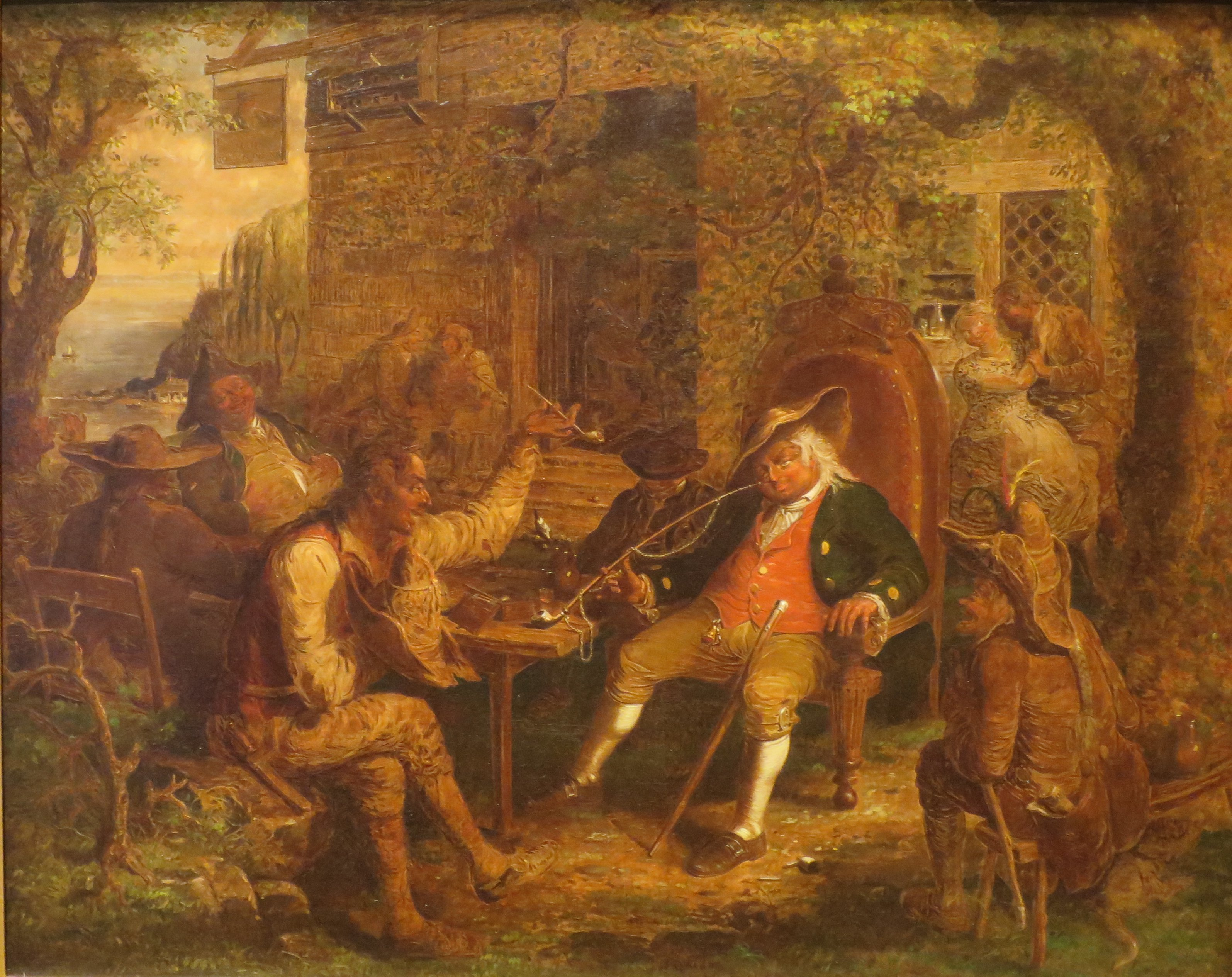
Wolfert Webber at the Inn, John Quidor, 1857

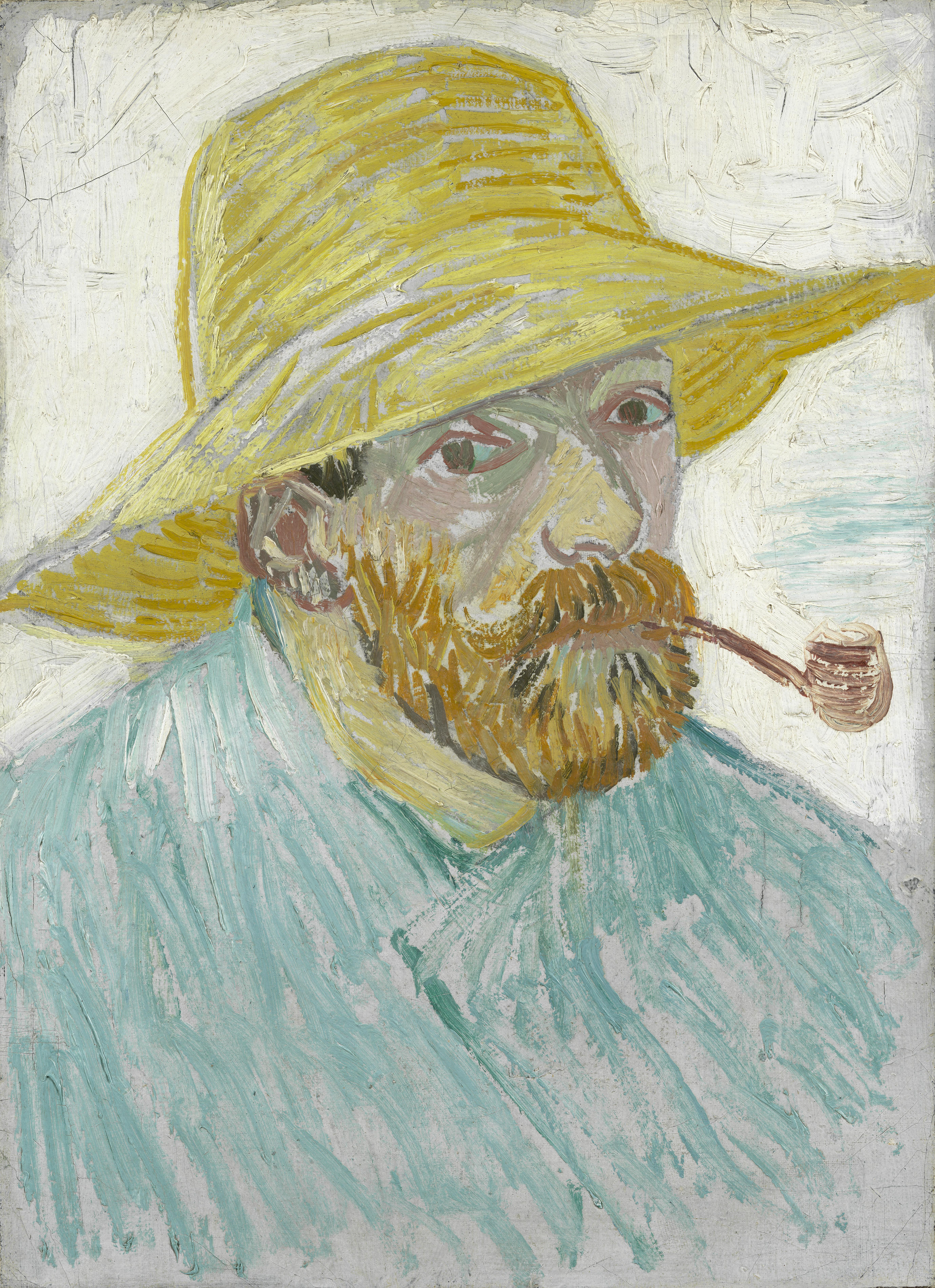
Zelfportret Vincent van Gogh

Een pijp is een instrument om smeulende tabak te consumeren (roken). De pijp bestaat in essentie uit een langere of korte buis (steel of roer) met een komvormige houder (kop) voor de tabak.

## Geschiedenis
Nederland heeft een lange traditie in het produceren van (klei-)pijpen, die bekend zijn vanaf circa 1600, vlak na de introductie van de tabak uit de Nieuwe Wereld. De eerste pijpen werden gemaakt uit witbakkende klei, de zogenaamde pijpaarde. Later kwamen er ook pijpen in porselein, meerschuim en bruyèrehout (wortelhout van de boomheide, Erica arborea). 
Er zijn talrijke verschillende modellen, onderverdeeld in soorten en maten; toch is er in grote lijnen een onderverdeling te maken.

## Modellen
Een bekend klassiek model is de billard; een recht of gebogen, strak uitgebalanceerd model van minimaal gewicht. Van dit basistype zijn veel varianten gemaakt. Andere klassieke basisvormen zijn de pot, de dublin en de apple.

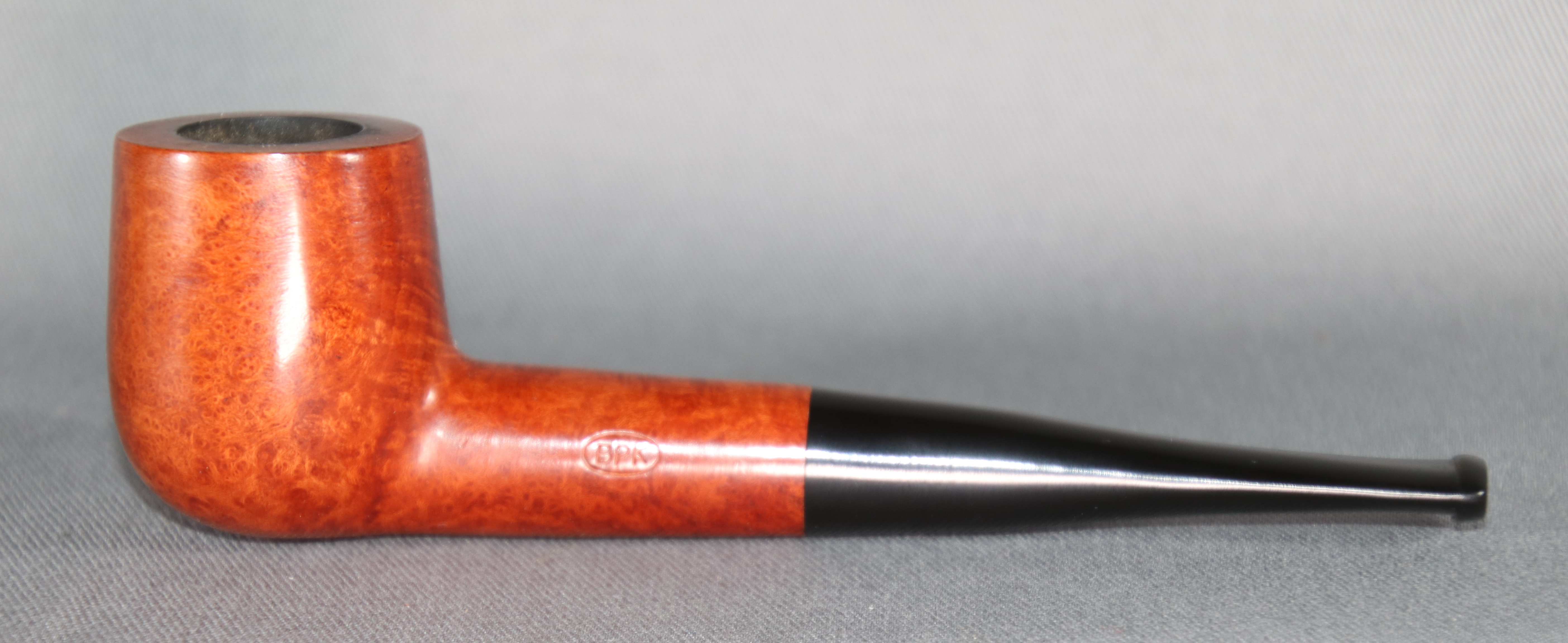
Billard
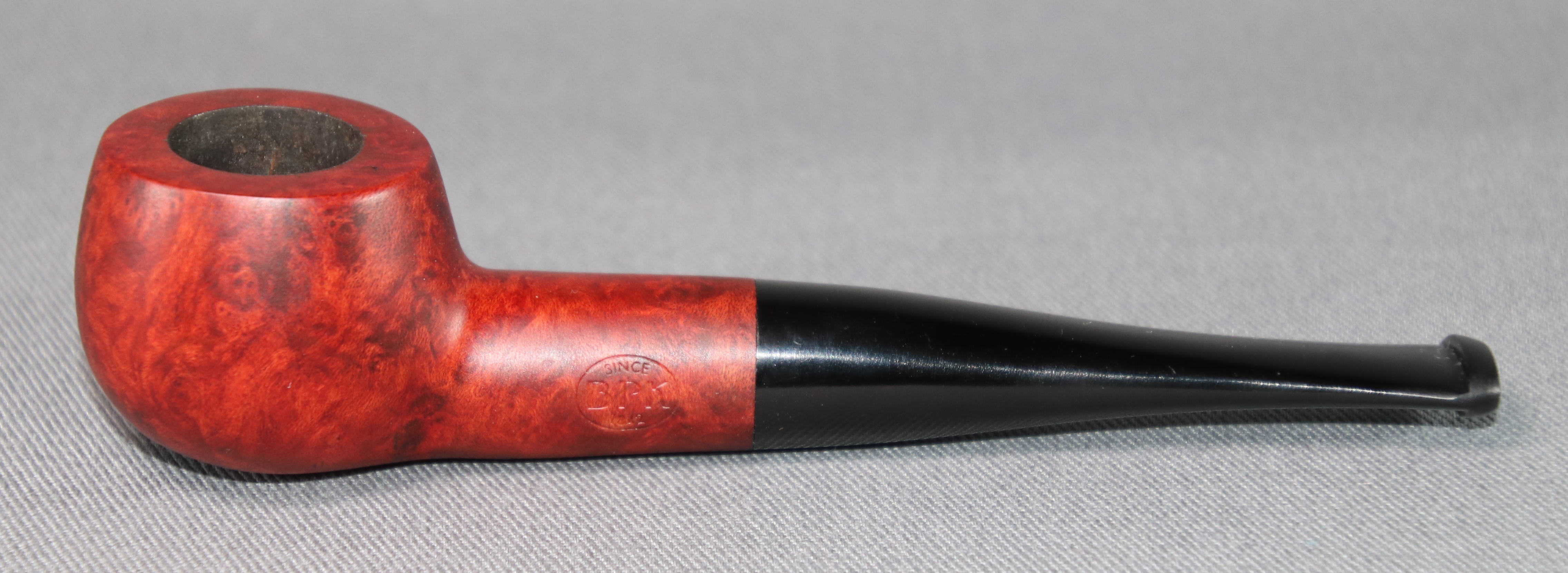
Pot
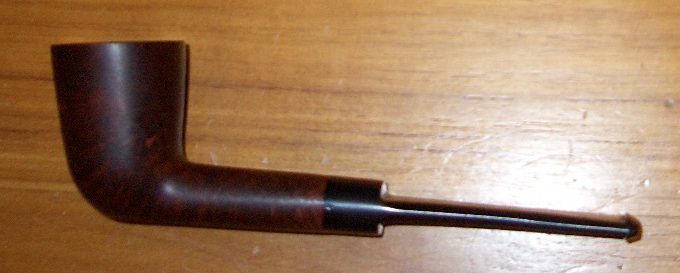
Dublin
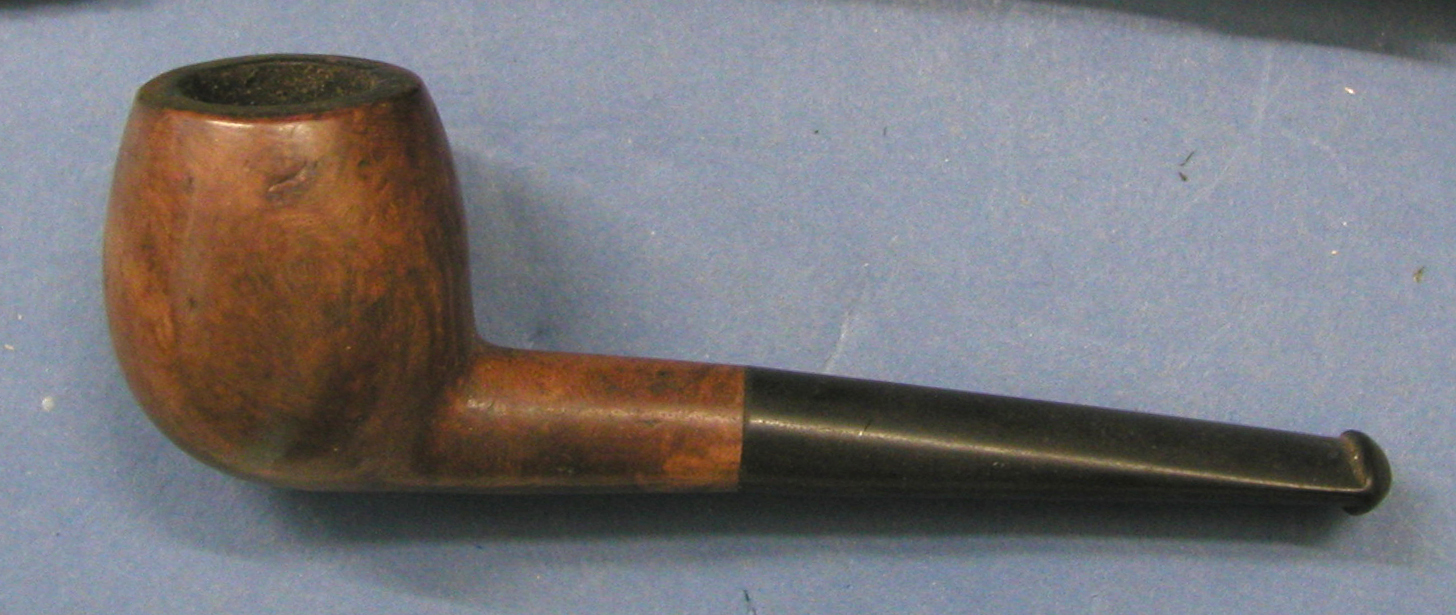
Apple

Moderne modellen hebben een vorm afgeleid van de klassieke modellen, ze zien er vaak wat 'sportiever' uit. Ze zijn vaak gebogen en hebben een breed mondstuk. Het opvallendst zijn 'freehands';  pijpen die niet op een draai- of freesbank zijn bewerkt uit hout, maar door een ambachtsman door handwerk zijn gevormd.

## Musea
In de twintigste eeuw zijn diverse musea ontstaan die de geschiedenis van de pijp laten zien. Na 2000 zijn enkele hiervan gesloten. Enkele niet meer bestaande tabaksmusea zijn: Douwe Egberts pijpenkamer, koffie- en theekabinet te Utrecht (1939-2000), Niemeyer Tabaksmuseum, eerst in Amsterdam, later in Groningen (1964-2011), Pijpen- en aardewerkmuseum De Moriaan in Gouda (1938-2009).
Het Amsterdam Pipe Museum is een museum met een nationale collectie op het gebied van de pijp. Het museum toont een wereldwijd overzicht van alle denkbare soorten pijpen.